# Сан-Фрателло
Сан-Фрателло (італ. San Fratello, сиц. Santu Frateddu) — муніципалітет в Італії, у регіоні Сицилія,  метрополійне місто Мессіна.
Сан-Фрателло розташований на відстані близько 470 км на південний схід від Рима, 110 км на схід від Палермо, 90 км на захід від Мессіни.

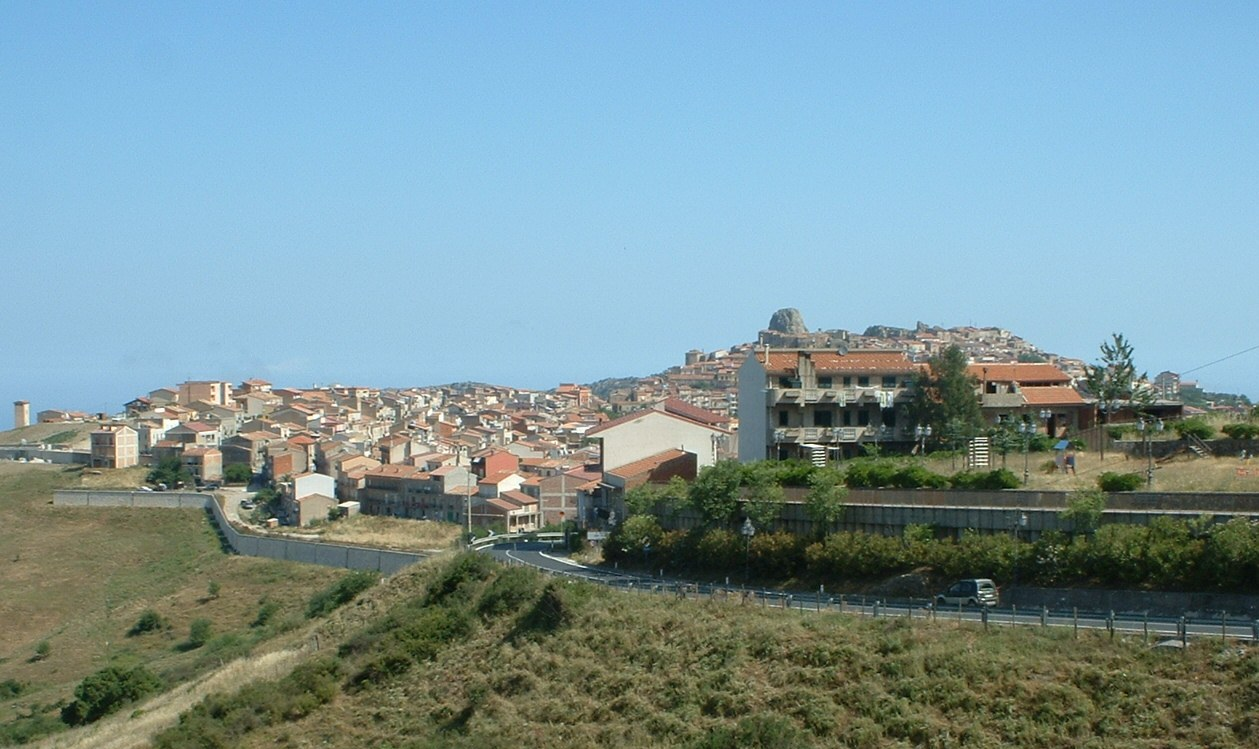

Населення — 3744 особи (2014).
Покровитель — San Benedetto il Moro.

## Галерея зображень

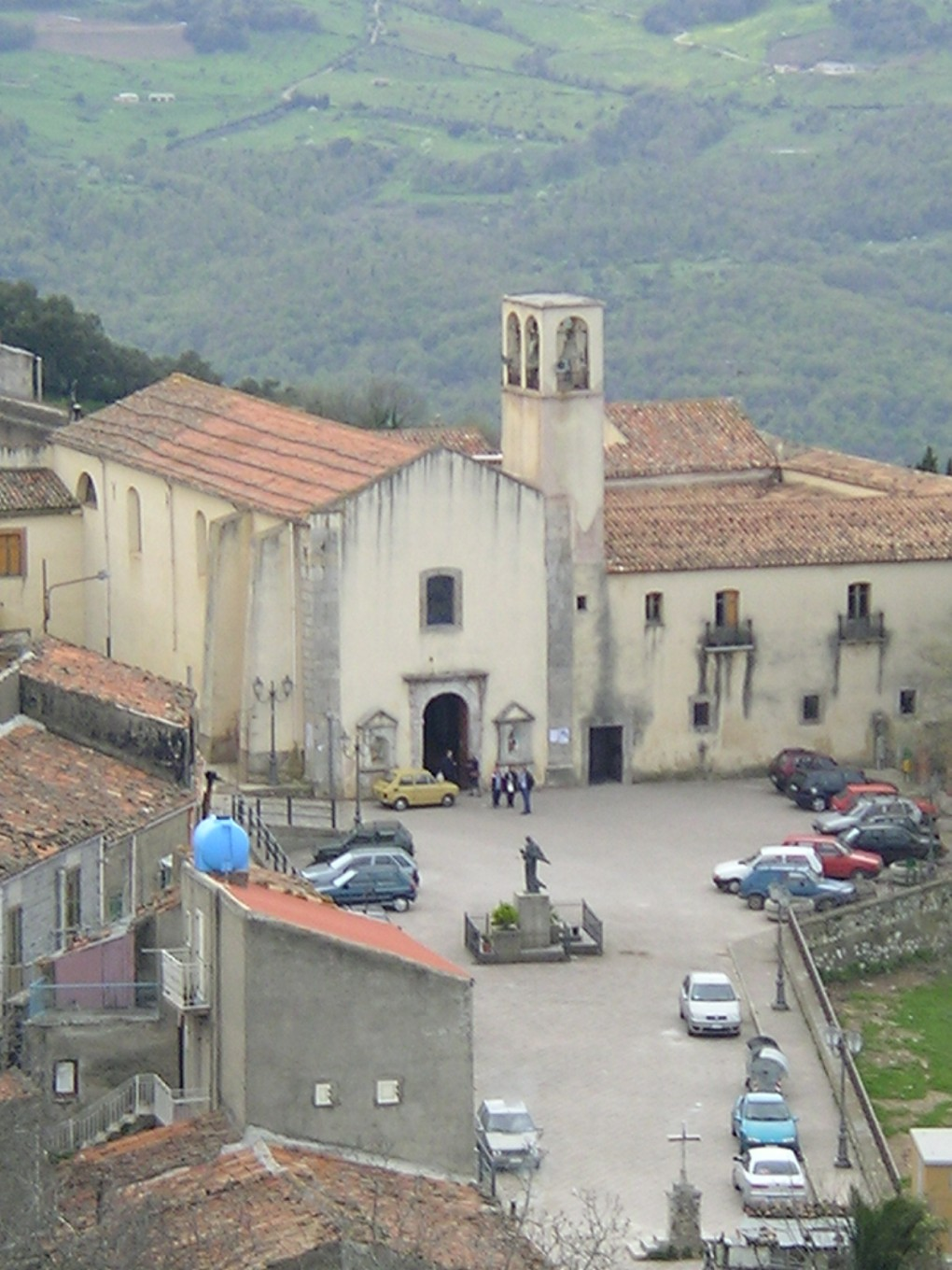
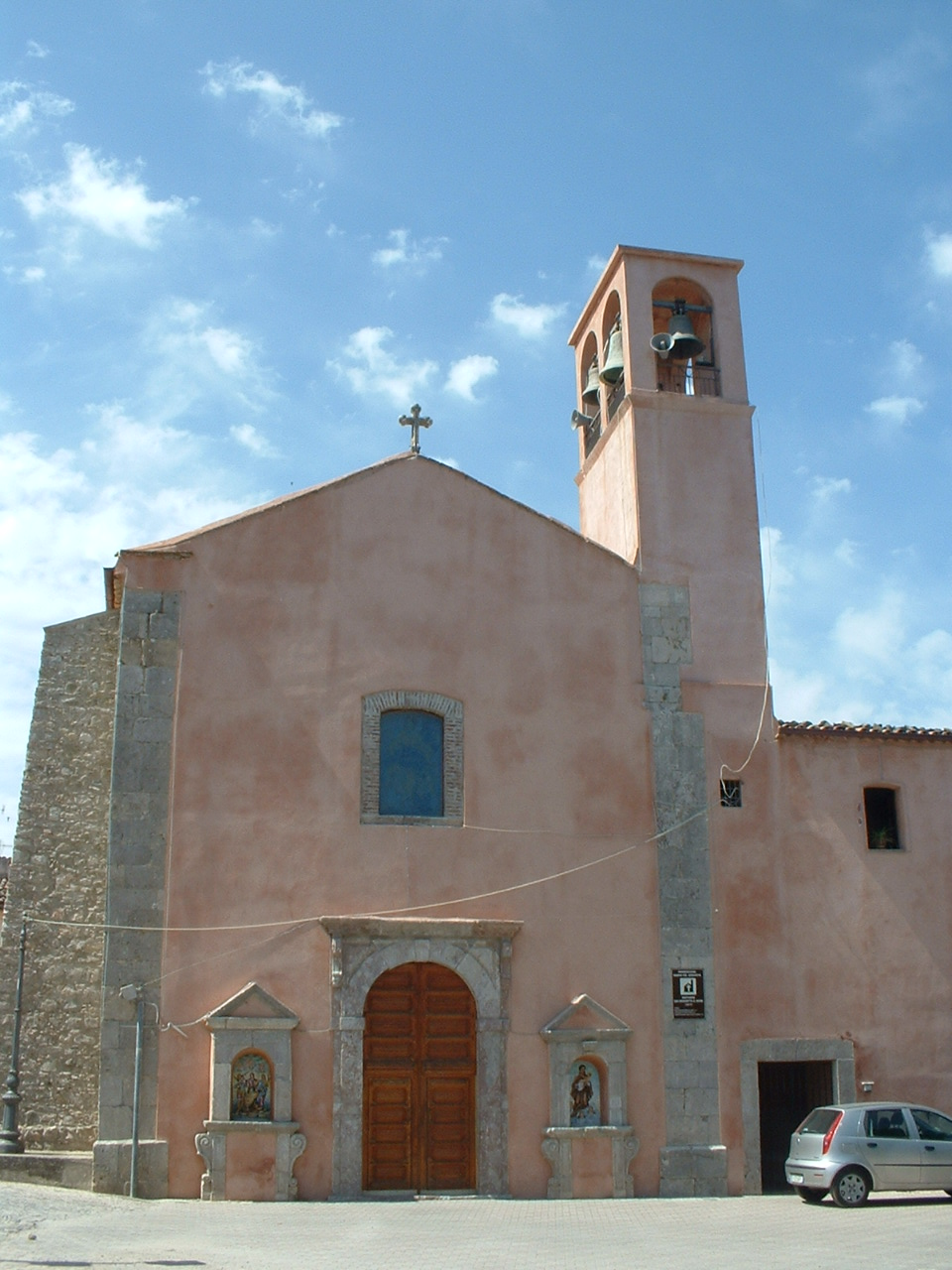
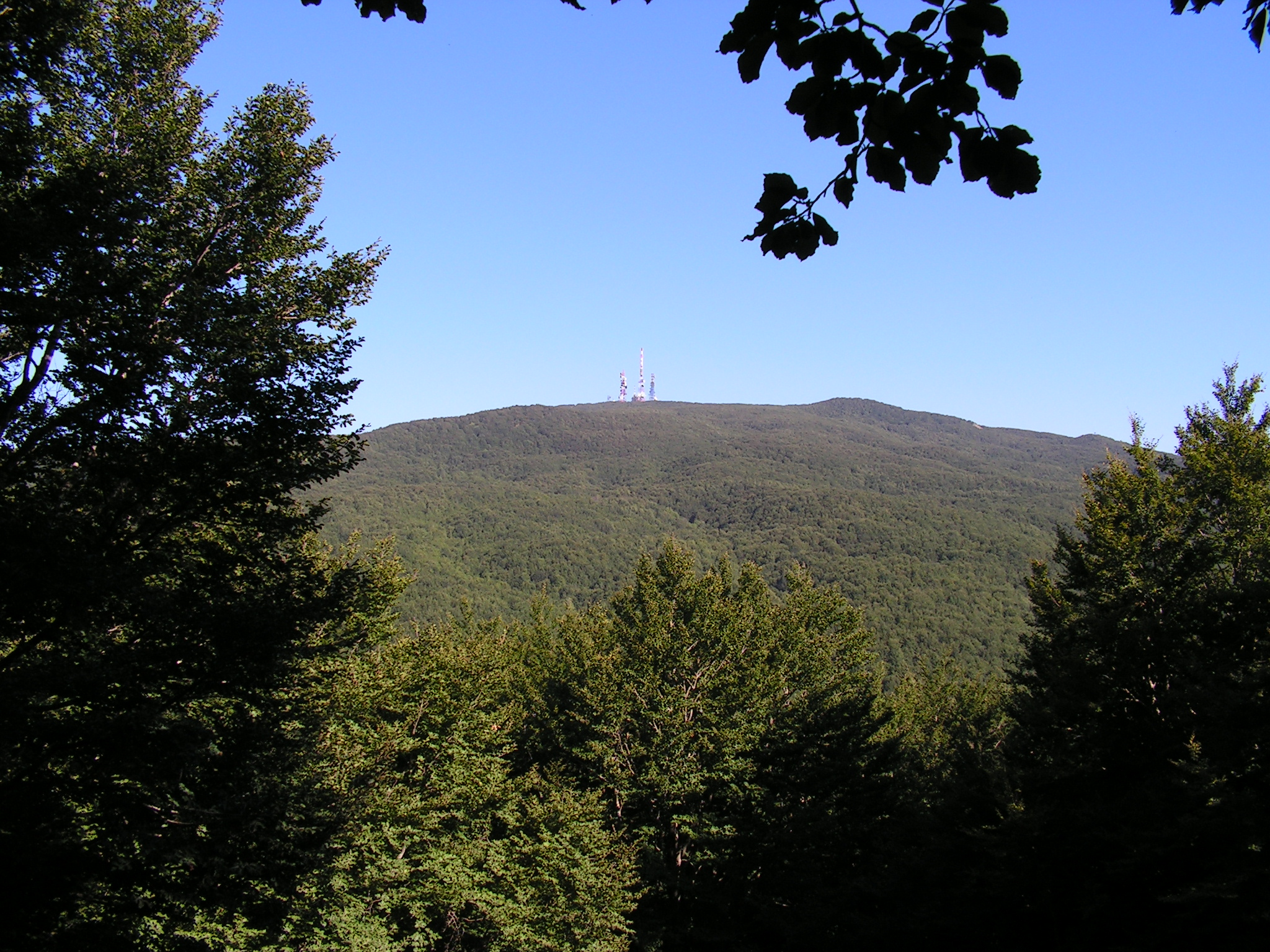

## Демографія
Населення за роками:

Станом на 1 січня 2023 року в муніципалітеті офіційно проживало 19 іноземців з 6 країн, серед них 15 громадян країн Євросоюзу.

## Сусідні муніципалітети
- Аккуедольчі
- Алькара-лі-Фузі
- Каронія
- Чезаро
- Мілітелло-Розмарино
- Сант'Агата-ді-Мілітелло